# Staniszewskie
Staniszewskie – wieś w Polsce położona w województwie podkarpackim, w powiecie kolbuszowskim, w gminie Raniżów.
Przed II wojną światową w gminie Staniszewskie, w powiecie kolbuszowskim, w województwie lwowskim.
W latach 1975–1998 miejscowość administracyjnie należała do województwa rzeszowskiego.

## Historia
Wieś prawdopodobnie powstała w 1578 roku. Wchodziła w skład wsi Zielonka.
W czasie drugiej wojny światowej na terenie Staniszewskiego działał oddział Gwardii Ludowej "Iskra". W odwecie za ich działalność w roku 1943 okupant spacyfikował wieś, zginęło wtedy 10 mieszkańców wsi.